# الكلبة (ردفان)

تعديل مصدري - تعديل

الكلبة هي إحدى قرى عزلة الحبيلين بمديرية ردفان التابعة لمحافظة لحج، بلغ تعداد سكانها 21 نسمة حسب تعداد اليمن لعام 2004.